# Orlando de Andrade
Orlando de Andrade foi um político brasileiro do estado de Minas Gerais. Atuou como deputado estadual em Minas Gerais na 4ª legislatura (1959-1963),

como suplente e foi eleito para o mandato de 1963 a 1967 (5ª legislatura)
, pelo PSD. Foi reeleito para o mandato seguinte (6ª legislatura (1967-1971))
, pela ARENA.